# 戦国疾風伝 二人の軍師 秀吉に天下を獲らせた男たち
『戦国疾風伝 二人の軍師 秀吉に天下を獲らせた男たち』（せんごくしっぷうでん ふたりのぐんし ひでよしにてんかをとらせたおとこたち）は、2011年1月2日にテレビ東京が「新春ワイド時代劇」として放映したテレビドラマ。放映時間は7時間。

## 概要
「新春ワイド時代劇」通算第11作。
嶋津義忠の小説「竹中半兵衛と黒田官兵衛 二人の軍師」のドラマ化。。豊臣秀吉の天下取りに「軍師」として携わった両兵衛こと竹中半兵衛・黒田官兵衛を主人公に据えた物語。
主演はいずれも同シリーズ初主演となる、高橋克典と山本耕史。副題通り、軍師二人の出会いから、それぞれの半生と友情を中心に、官兵衛の死までを描く。
「新春ワイド時代劇」の7時間体制第2弾。CMなしの本編時間は5時間近くとなる、約297分。
同シリーズで秀吉の周辺人物が主人公となるのは、シリーズに於いて直近の戦国時代作品でもあった『寧々〜おんな太閤記』（2009）に続いてのことだった。
物語の始まりから半兵衛の死（1579年）までは約15年、そこから官兵衛の死（1604年）までは25年近くで、史実上後者の年月の方が長いが、本作では、軍師二人の友情が主題のひとつであることや、複数主演作であることなどから、半兵衛の死までに二人に起こった出来事や合戦（有岡城籠城戦など）の描写に力点が置かれ、半兵衛の死は物語が7割進んだあたり（本編時間換算）であった。
更に、半兵衛死後の備中高松城水攻め途中での本能寺の変→山崎合戦に至る秀吉の中国大返しが後半の見せ場のため、豊臣政権成立後の描写は比較的簡素となっており、官兵衛の隠居（1589年）後はすぐに秀吉逝去（1598年）の報せが入って、その後の関ヶ原の合戦時の官兵衛の九州での合戦は、物語最後の15分近くがあてられる構成となっている。関ヶ原の合戦時の官兵衛の動きについては、「九州を平定して畿内に上り、関ヶ原の勝者と雌雄を決しての天下取り」を視野に入れての、官兵衛人生最後の大博打として描かれた。

## キャスト
- 黒田官兵衛孝高 - 高橋克典
- 竹中半兵衛重治 - 山本耕史
- 羽柴秀吉（豊臣秀吉） - 西田敏行
- 黒田宗円（職隆） - 橋爪功
- 光 - 奥貫薫
- 栗山四郎右衛門 - 林泰文
- 母里太兵衛 - 本田大輔
- 黒田長政（松寿丸） - 尾崎右宗
- お栄（黒田長政夫人）-  陽月華
- 井上九郎右衛門 - 左とん平
- 櫛橋伊定 - あおい輝彦
- 小寺政職 - 品川徹
- 小河三河守 - 大鶴義丹
- 江田善兵衛 - 高知東生
- お蔦 - かたせ梨乃
- ちさ - 京野ことみ
- 多十 - 近藤芳正
- 竹中久作 - 石垣佑磨
- 竹中善左衛門 - 梨本謙次郎
- 北村十助 - 安藤彰則
- 信乃 - 松金よね子
- 安藤守就 - 伊吹吾郎
- 斎藤龍興 - 大沢健
- 斎藤飛騨守 - 本宮泰風
- 長井新八郎 - 渡邉紘平
- 長井新五郎 - 濱田和幸
- 樋口三郎左衛門 - 宅麻伸
- 楓 - 貫地谷しほり
- ねね（北政所） - 余貴美子
- 蜂須賀小六正勝 - 北見敏之
- 木下小一郎秀長 - 中本賢
- 千利休 - 杜澤たいぶん
- 石田三成 - 塩谷瞬
- 織田信長 - 加藤雅也
- 明智光秀 - 高橋和也
- 荒木村重 - 山田純大
- 柴田勝家 - 藤堂新二
- 丹羽長秀 - 成瀬正孝
- 池田恒興 - 草野とおる
- 織田有楽斎 - なべおさみ
- 森蘭丸 - 栩原楽人
- 浅井長政 - 猪野学
- 浅井久政 - 清水綋治
- お市の方 - 滝沢沙織
- 足利義昭 - 梶原善
- 尼子勝久 - 丸山敦史
- 山中鹿之介 - 金子賢
- 吉川元春 - 大友康平
- 小早川隆景 - 田中健
- 安国寺恵瓊 - 大島宇三郎
- 浦宗勝 - 金山一彦
- 清水宗治 - 中村雅俊
- 徳川家康 - 松平定知
- 源蔵・ナレーション - 高嶋政伸
- その他：大竹修造、亀田興毅、亀田大毅、亀田和毅、亀田姫月　ほか

## 主題歌
- alan×福井敬「愛は力」 （作詞：なかにし礼、作曲：浜圭介、編曲：若草恵）

## スタッフ
- 原作：嶋津義忠「竹中半兵衛と黒田官兵衛〜秀吉に天下を取らせた二人の軍師〜」（PHP文庫）
- 脚本：尾西兼一
- 監督：赤羽博
- 音楽：濱田貴司
- 題字：中塚翠涛
- 殺陣：上野隆三
- 技術協力：IMAGICAウエスト
- VFX：クロフネプロダクト、WAO、日本エフェクトセンター
- ラインプロデューサー：高坂光幸
- 統括プロデューサー：佐々木彰
- プロデューサー：山鹿達也、小川治、本間信行、須藤安芸子、小池敏子
- 製作協力：松竹京都撮影所
- 製作：テレビ東京、C.A.L

## サブタイトル
| 各話   | 時刻         | タイトル                                          | 視聴率 |
| ------ | ------------ | ------------------------------------------------- | ------ |
| 第一部 | 16:00～19:45 | 信長の野望 浅井・朝倉から毛利へ秀吉と運命の出会い | 5.9%   |
| 第二部 | 19:45～22:48 | 本能寺の変～逆襲中国大返し 決戦!関ヶ原の陰謀      | 7.6%   |

## 再放送
本作は同シリーズでのC.A.L3作目の制作作品。先行2作はソフト発売履歴があるが、本作はソフト発売されていない。
本放送の同年年末に、4回シリーズ（第1回〜第3回は各2時間枠、最終第4回のみ1時間枠）に再編集されて同局系で再放送されている。2013年にも年末番組として、BSジャパン（現在のBSテレ東）で再放送された。
近年では、CS時代劇専門チャンネルで、7回シリーズとして再放送されており、2024年に入ってからも放映履歴がある。